# ادخم شلیوو
ادخم شلیوو (کرواتی: Edhem Šljivo؛ زادهٔ ۱۶ مارس ۱۹۵۰) بازیکن فوتبال اهل یوگسلاوی بود.
از باشگاه‌هایی که در آن بازی کرده‌است می‌توان به باشگاه فوتبال نیس، باشگاه فوتبال کلن، و باشگاه فوتبال سارایوو اشاره کرد.
وی همچنین در تیم ملی فوتبال یوگسلاوی بازی کرده‌است.